# Deutscher Philatelistentag

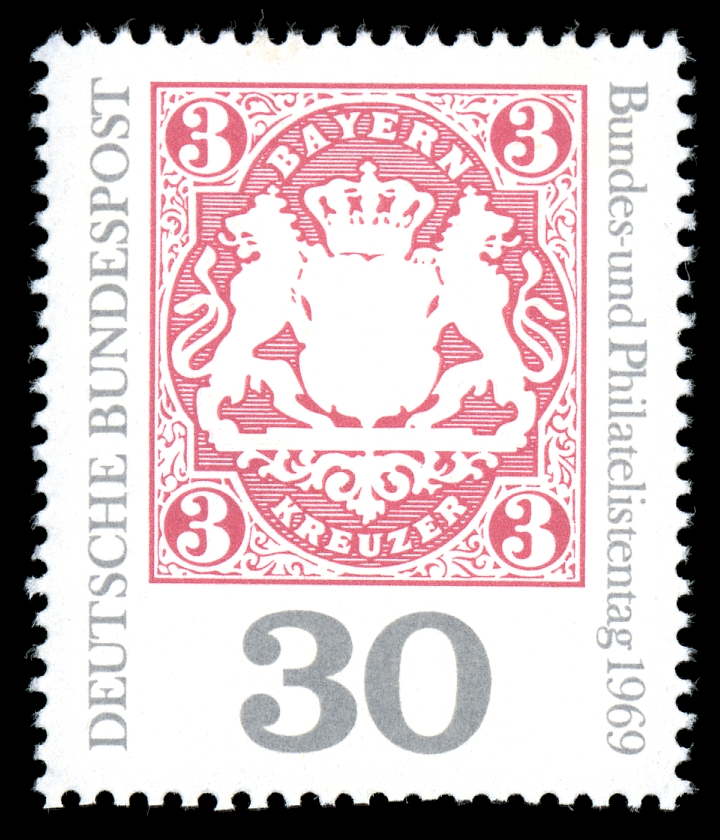
Briefmarke 1969

Der Deutsche Philatelistentag ist eine – ursprünglich eintägige, inzwischen mehrtägige – philatelistische Veranstaltung, die an wechselnden Orten stattfindet. Seit 1947 wird der Deutsche Philatelistentag vom Bund Deutscher Philatelisten (BDPh) durchgeführt, davor von dessen jeweiligem Vorläuferverein. Bis 2011 fand er jährlich statt; 2011 wurde ein zweijähriger Rhythmus festgelegt.
Dort finden üblicherweise philatelistische Ausstellungen, Fachtagungen von BdPh-Arbeitsgruppen, Präsentationen von philatelistischer Literatur sowie Ehrungen verdienter Philatelisten statt.
Zudem gibt es philatelistische Händlerstände, Informationen der Deutsche Post AG über philatelistische Neuigkeiten und ein Rahmenprogramm, beispielsweise mit Stadtführungen.

## Geschichte
Die Geburtsstunde des Philatelistentags schlug am 18. August 1889 in Mainz. Auf Initiative des Philatelisten Oberstleutnant Hans Wagner trafen sich 50 Philatelisten u. a. aus München, Dresden, Wiesbaden und Frankfurt, um aus dem regionalen Rheinischen Philatelistentag den nationalen Deutschen Philatelistentag zu formen. Das Ziel der Gründungsmitglieder war der uneingeschränkte Austausch unter Philatelisten.